# 720.
720. je tretje desetletje v 8. stoletju med letoma 720 in 729. 